# Gene champanhe

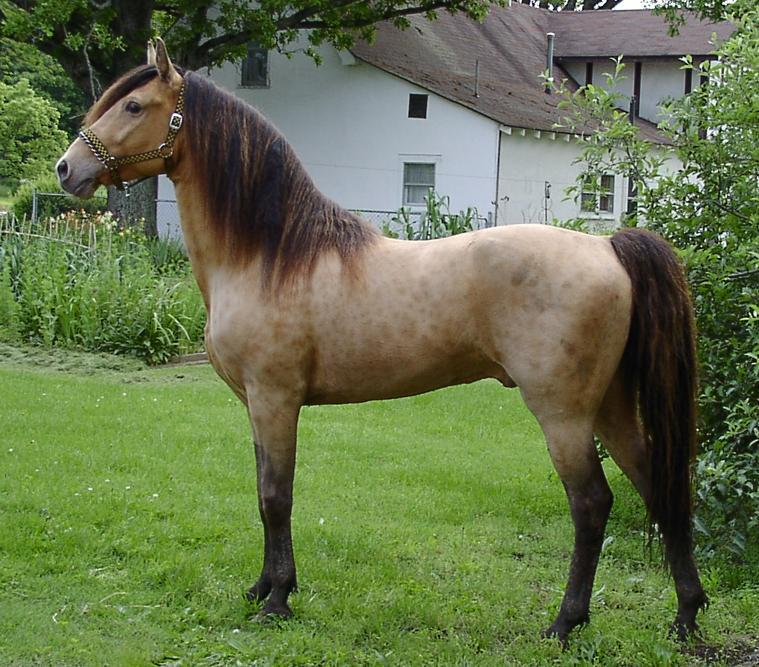
A coloração do champanhe é criada por um gene de diluição.

O gene champanhe é um alelo dominante simples, responsável por várias cores raras de pelagem do cavalo. As características mais distintivas dos cavalos com o gene champanhe são os olhos castanhos e a pele rosada e sardenta, que são azuis e rosa claro ao nascer, respectivamente. A cor da pelagem também é afetada: todos os cabelos que seriam vermelhos são dourados e quaisquer cabelos que seriam pretos são castanhos chocolate. Se um cavalo herdar o gene champanhe de um ou de ambos progenitores, em vez de possuir uma pelagem castanha essa seria champanhe dourado, com o compartimento correspondente ao champanhe âmbar, o marrom ao champanhe zibelina e o preto ao champanhe clássico. Um cavalo deve ter pelo menos um progenitor com o gene champanhe para herdar esse gene, para o qual, nos dias de hoje, existe um teste de DNA.
Ao contrário dos genes subjacentes ao tobiano, ao branco dominante, à síndrome letal branca e ao complexo Leopard comum ao Appaloosa, o gene champanhe não afeta a localização das células produtoras de pigmentos na pele. O gene champanhe também não remove todo o pigmento da pele e do cabelo, como no albinismo. Em vez disso, o gene champanhe produz traços conhecidos como hipomelanismo ou diluição. O champanhe não está associado a nenhum defeito de saúde. Outros genes de diluição em cavalos incluem os genes Cream, Dun, Pearl e Silver dapple. Às vezes, os cavalos afetados por esses genes podem ser confundidos com champanhes, mas eles são geneticamente distintos. Os champanhes não são palominos, peles de camurça ou cinza escuros, nem a palavra champanhe indica que um cavalo é um tom claro ou brilhante de outra cor de pelagem.
Este gene e as cores de pelagem associadas são conhecidas apenas nas raças estadunidenses, principalmente na American Cream Draft (quase todos os cavalos dessa raça são "champanhe dourado"), Tennessee Walker, American Saddlebred e Missouri Fox Trotter.